# Nino Naswlischwili
Nino Naswlischwili (georgisch ნინო ნაზვლიშვილი, englische Transkription: Nino Natsvlishvili; * 6. Januar 2003) ist eine georgische Tennisspielerin.

## Karriere
Naswlischwili spielt vorrangig auf der ITF Women’s World Tennis Tour, wo sie bislang einen Titel im Doppel gewinnen konnte.
Im Februar 2022 gab Naswlischwili ihr Debüt in der georgischen Billie-Jean-King-Cup-Mannschaft, wo sie in bislang vier Begegnungen von fünf Matches, davon drei Einzel und zwei Doppel, ein Einzel gewann.

## Turniersiege

### Doppel
| Nr. | Datum              | Turnier             | Kategorie | Belag     | Partnerin    | Finalgegnerinnen           | Ergebnis |
| --- | ------------------ | ------------------- | --------- | --------- | ------------ | -------------------------- | -------- |
| 1.  | 17. September 2022 | Scharm asch-Schaich | ITF W15   | Hartplatz | Aljona Falej | Chen Pei-hsuan Lin Fang-an | 6:3, 6:4 |